# Villenave
Villenave là một xã, thuộc tỉnh Landes trong vùng Nouvelle-Aquitaine. Xã này có diện tích 27,37 kilômét vuông, dân số năm 2006 là 243 người. Xã này nằm ở khu vực có độ cao trung bình 40 mét trên mực nước biển.

## Biến động dân số
| 1962                                         | 1968 | 1975 | 1982 | 1990 | 1999 | 2006 |
| -------------------------------------------- | ---- | ---- | ---- | ---- | ---- | ---- |
| 342                                          | 397  | 326  | 289  | 273  | 253  | 243  |
| Số liệu từ năm 1962, dân số không tính trùng |      |      |      |      |      |      |